# Aéroport de Nuuk
L'aéroport international de Nuuk (code IATA : GOH • code OACI : BGGH) est un aéroport international situé à 4 km au nord-est du centre-ville de Nuuk, capitale du Groenland. C'est le principal aéroport du Groenland.
Quatre compagnies opèrent sur cet aéroport : Air Greenland, Scandinavian Airlines, United Airlines et Icelandair. Depuis Nuuk, il est possible de se rendre dans la majorité des villes du Groenland possédant un aéroport, ainsi qu'en Islande, au Danemark, au Canada et aux États-Unis. Jusqu'en 2024, la piste était trop courte pour accueillir des gros-porteurs et les vols internationaux au Groenland étaient limités à l'aéroport de Kangerlussuaq et à l'aéroport de Narsarsuaq. Cependant, en novembre 2024, une nouvelle piste longue de 2200 mètres ainsi qu'un nouveau terminal ont ouvert,.
Comme tous les aéroports et héliports du Groenland, son exploitation est assurée par Greenland Airports.

## Situation

### Carte des aéroports du Groenland
| \| 50 km1:7 213 000 \| Aasiaat · Paamiut · Nerlerit Inaat Ittoqqortoormiit Nuuk · Narsarsuaq Ilulissat · Upernavik Qaanaaq Kangerlussuaq · Maniitsoq Sisimiut Thulé Kulusuk |
| 50 km1:7 213 000 |

L'aéroport est situé à 3,7 km au nord-est du centre-ville de Nuuk, non loin du port de Nuuk. Les anciennes banlieues de Nuuk, comme Nuussuaq, Quassussuup Tungaa et Qinngorput, incorporées dans la ville pendant la dernière décennie, ont apporté la ville tout près de l'aéroport. L'aéroport est à environ 700 mètres (distance de marche) de la zone habitée la plus proche. La piste principale est toute proche du campus de l'université du Groenland.

## Histoire
En 1960, quant Air Greenland (à l'époque nommé Grønlandsfly) fut créé, seuls des hydravions pouvaient voler jusqu'à Nuuk.
En 1979, à la suite de la création du Gouvernement autonome du Groenland, il fut décidé de construire un aéroport dans la capitale. Construit dans une zone montagneuse avec une piste de seulement 950 mètres de long, ce qui ne permettait pas à l'aéroport d'accueillir des gros porteurs ou des avions à réaction. C'est la raison pourquoi une nouvelle piste fut construite, d'une longueur de 2200 mètres, ce qui permit à l'aéroport d'accueillir des appareils aussi gros que l'Airbus A330. Un nouveau terminal fut également construit, d'une capacité de 800 passagers par heure,. La nouvelle piste fut inaugurée le 28 novembre 2024, le nouveau terminal ayant quant à lui été inauguré en mai de la même année. Tous les vols internationaux d'Air Greenland sont désormais opérés depuis Nuuk.

## Compagnies aériennes et destinations
| Compagnies            | Destinations |
| --------------------- | --- |
| Air Greenland         | Aasiaat, Copenhague-Kastrup, Ilulissat, Kangerlussuaq, Kulusuk, Maniitsoq, Narsarsuaq, Paamiut, Reykjavik-Keflavík, Sisimiut En saison : Aalborg, Billund, Iqaluit |
| Icelandair            | Reykjavik-Keflavík |
| Scandinavian Airlines | En saison : Copenhague-Kastrup |
| United Airlines       | En saison : Newark-Liberty |

Édité le 10/08/2025

## Équipements
L'aéroport de Nuuk a un terminal passagers, et un terminal de fret géré par Air Greenland. L'aéroport sert de base technique pour Air Greenland. Il est équipé avec l'équipement de mesure de distance.

## Terminal
Air Groenland et Icelandair possèdent un comptoir d'enregistrement au terminal.
Inauguré en novembre 2024, le nouveau terminal possède 4 portes d'embarquements et est beaucoup plus grand que le précédent.

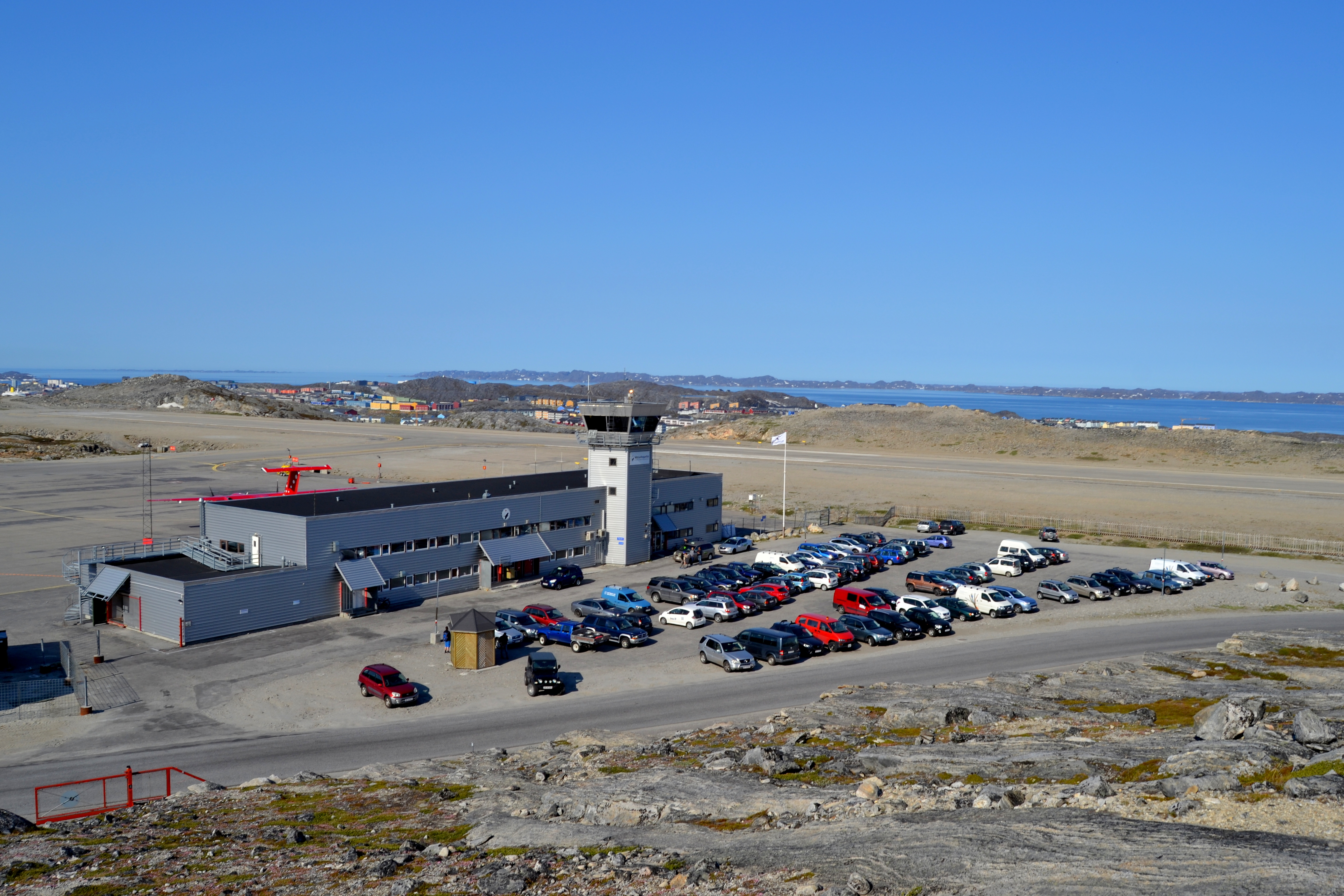
Le parc de stationnement et l'ancien terminal.
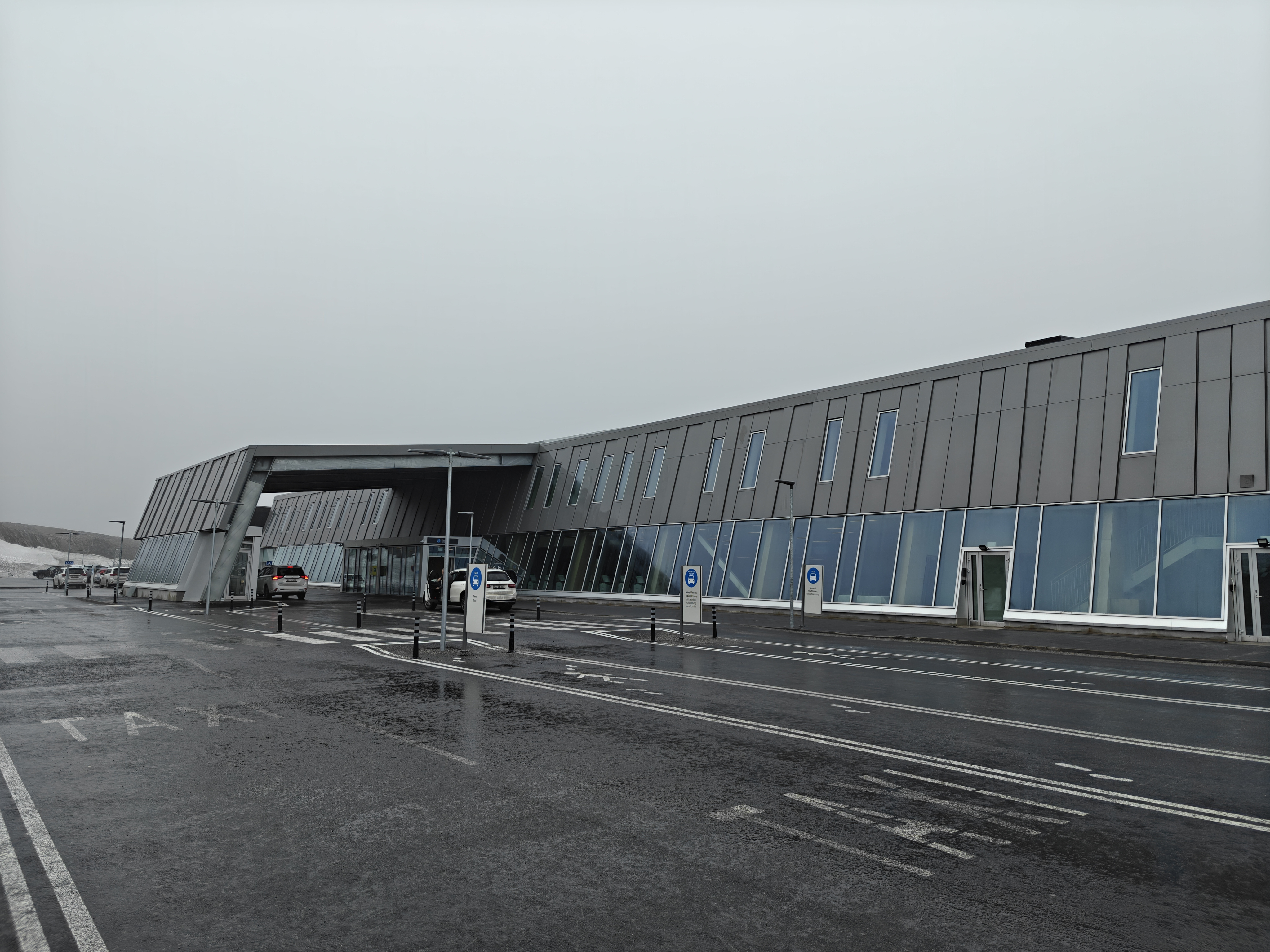
Le nouveau terminal.
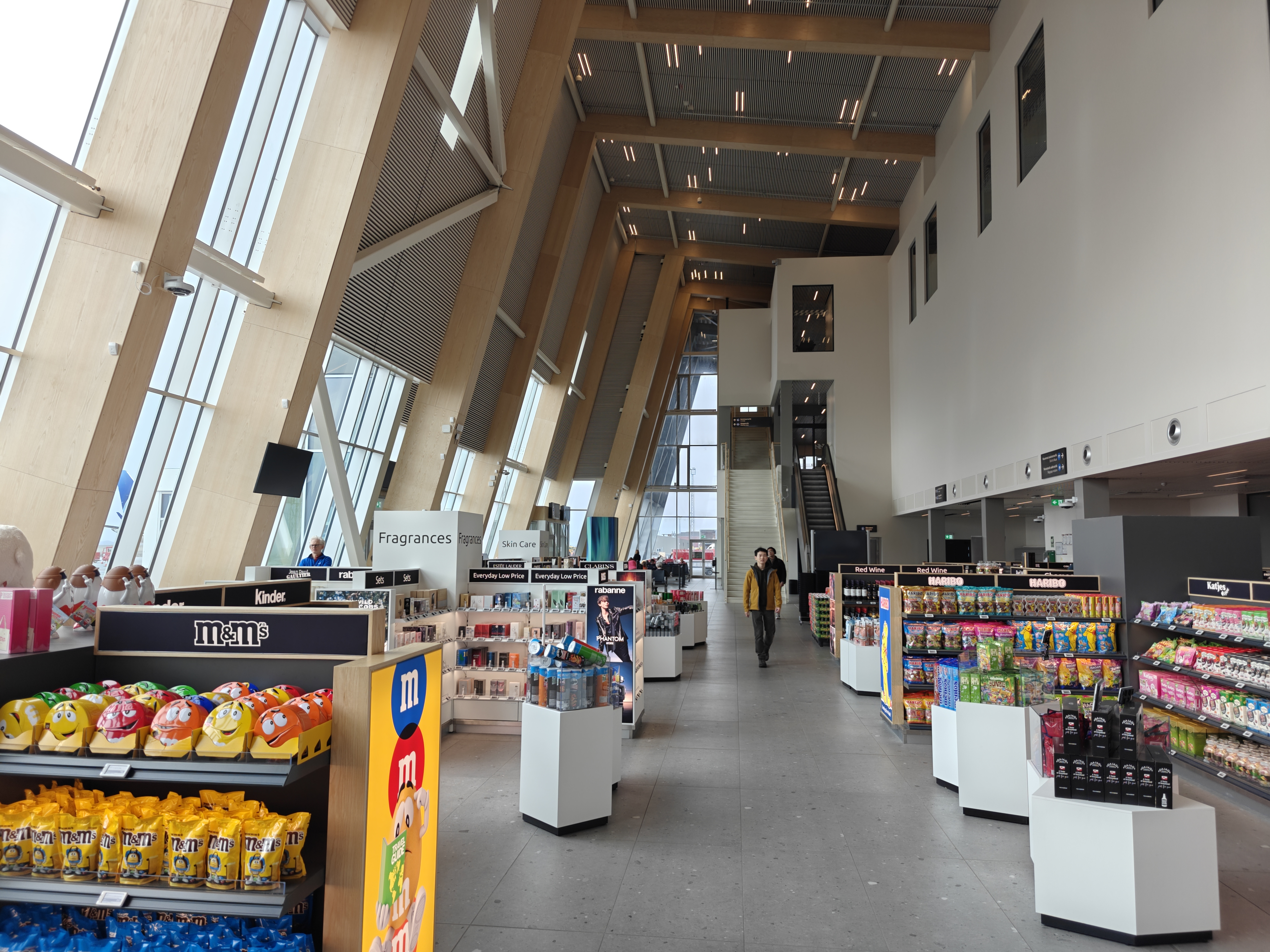
L'intérieur du nouveau terminal.

## Transports terrestres
La ligne 3 d'autobus de Nuup Bussii relie l'aéroport au centre de la ville de Nuuk, en passant par les districts de Nuussuaq et de Quassussuup Tungaa. Les bus partent de l'aéroport toutes les heures pendant les heures de pointe. Les taxis exploités par Nuna taxis sont également disponibles. Il y a un stationnement pour les voitures à l'extérieur du terminal.